# Мегингауд Вюрцбургский
Мегинга́уд (нем. Megingaud (родился в 710, умер в 783) — второй епископ Вюрцбургский (754—769), святой (день памяти — 16 марта).
Святой Мегингауд, или Менгольд (Mengold), или Мегингоц (Megingoz) был франком, поступившим в монастырь Фритцлар (Германия) в 738 году. Сначала св. Мегингауд стал там настоятелем. Затем, после того как оставил епископскую кафедру святой Бурхард (Burchard), святой Мегингауд был назначен по решению короля Пипина Младшего епископом Вюрцбурга. Поставление его в сан епископа осуществил святой Бонифаций около 754 года. Святой Мегингауд оставил епископскую кафедру около 769 года и удалился в монастырь Нойштадт-на-Майне (Neustadt).